# کالین مک‌فارلن
کالین مک‌فارلن (انگلیسی: Colin McFarlane؛ زادهٔ ۱۵ سپتامبر ۱۹۶۱) بازیگر و صداپیشه اهل انگلستان است. وی از سال ۱۹۸۴ میلادی تاکنون مشغول فعالیت بوده‌است.
از فیلم‌ها یا برنامه‌های تلویزیونی که وی در آن نقش داشته‌است، می‌توان به پیرمرد صدساله‌ای که فلنگ را بست و ناپدید شد، نگهبان نامرئی، شوالیه تاریکی، بتمن آغاز می‌کند، مجرم، بیمار صفر و مسافر همیشگی اشاره کرد.